# Zamachy w Dagestanie (2024)

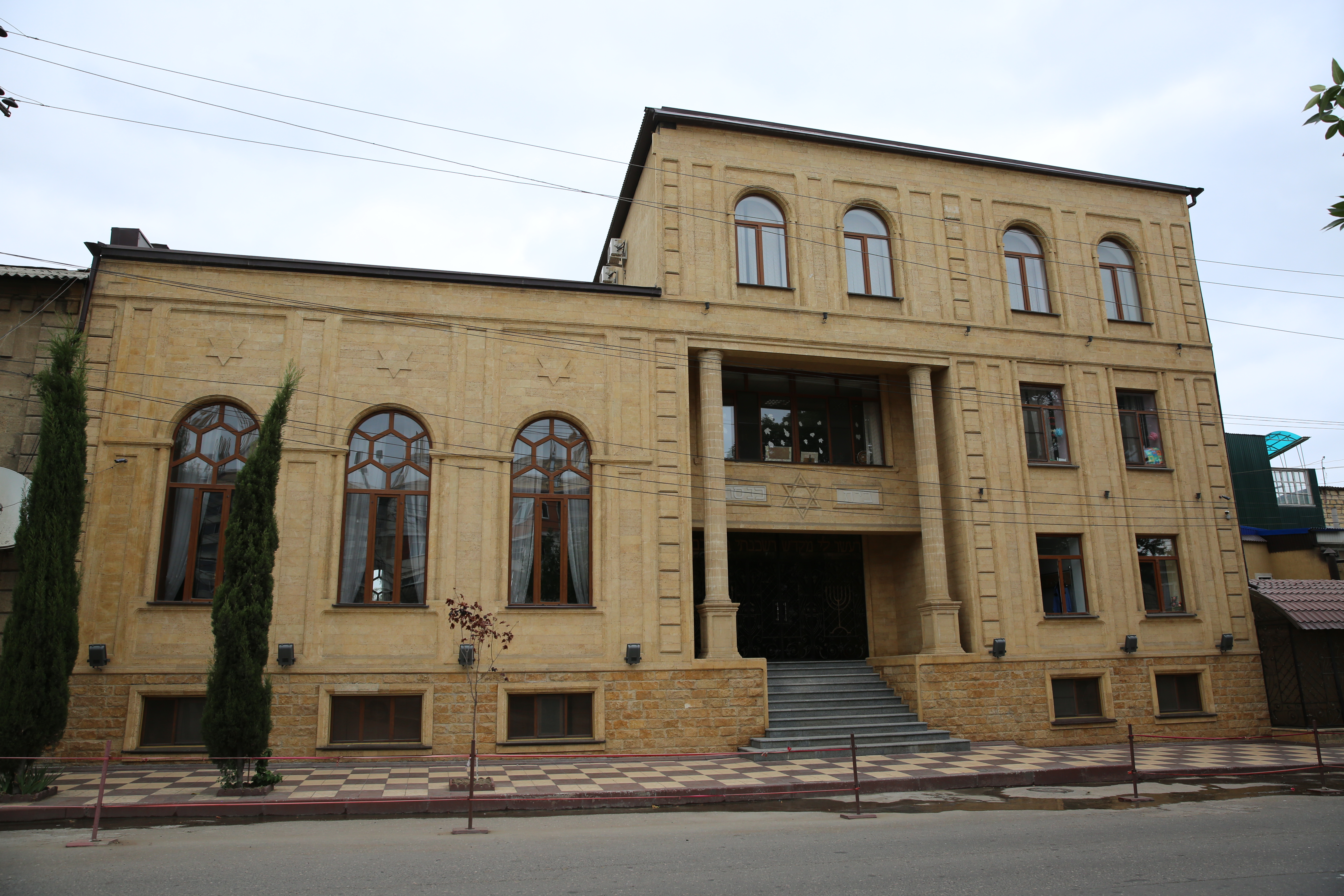
Synagoga w Derbencie, miejsce ataku

Zamachy w Dagestanie – dwa skoordynowane ataki terrorystyczne, które miały miejsce 23 czerwca 2024 roku w miastach Derbent oraz Machaczkała w republice Dagestanu wchodzącej w skład Rosji.

## Przebieg

### Derbent
23 czerwca 2024 wieczorem za pośrednictwem kanału na Telegramie poinformowano, że w Derbencie doszło do ataku na cerkiew Wstawiennictwa Najświętszej Marii Panny przy ul. Lenina. Według informacji naoczni świadkowie relacjonowali że w okolicy kościoła słyszane są strzały. Około godziny 18:00 czasu lokalnego terroryści ostrzelali z broni automatycznej cerkiew i synagogę oraz poderżnęli gardło 66 letniemu księdzu, a następnie zbiegli białym Volkswagen Polo.
Ministerstwo Spraw Zagranicznych Izraela poinformowało, że synagoga została „doszczętnie spalona”.

### Machaczkała
Tego samego dnia pojawiła się informacje o ataku na synagogę przy ul. Jermoszkina w Machaczkale. Rosyjskie Ministerstwo Spraw Wewnętrznych potwierdziło, że równolegle z atakiem w Derbencie nieznani sprawcy zaatakowali w stolicy regionu posterunek policji. Nagrania umieszczone w sieci ukazywały mężczyzn w czarnych ubraniach strzelających z karabinów maszynowych do nadjeżdżających radiowozów policyjnych.

## Ofiary
Prezydent Republiki Dagestanu Siergiej Mielikow poinformował, że zginęło 15 policjantów i żołnierzy Gwardii Narodowej oraz kilku cywilów. Śmierć ponieśli również sprawcy.
Wśród ofiar cywilnych znajdował się 66-letni ksiądz Nikołaj Kotelnikow.